# Tarszewo
Tarszewo (prononciation : [tarˈʂɛvɔ]) est un village polonais de la gmina de Zagórów dans le powiat de Słupca de la voïvodie de Grande-Pologne dans le centre-ouest de la Pologne.
Il se situe à environ 9 kilomètres à l'est de Zagórów (siège de la gmina), à 17 kilomètres au sud-est de Słupca (siège du powiat) et à 79 kilomètres à l'est de Poznań (capitale régionale).

## Histoire
De 1975 à 1998, le village faisait partie du territoire de la voïvodie de Konin.

Depuis 1999, Tarszewo est situé dans la voïvodie de Grande-Pologne.